# Окиани
Окиани (груз. ოქიანი) — село в Грузии, на территории Горийского муниципалитета края (мхаре) Шида-Картли.

## География
Село находится в центральной части Грузии, на левом берегу реки Тедзами, на расстоянии приблизительно 20 километров (по прямой) к юго-юго-западу от города Гори, административного центра муниципалитета. Абсолютная высота — 1481 метр над уровнем моря.

## Население
По результатам официальной переписи населения 2014 года, постоянное население в Окиани отсутствовало.
| Год  | Население, человек |
| ---- | ------------------ |
| 2002 | 0                  |
| 2014 | 0                  |